# 瀘江 (紅河)
21°18′N 105°26′E / 21.300°N 105.433°E

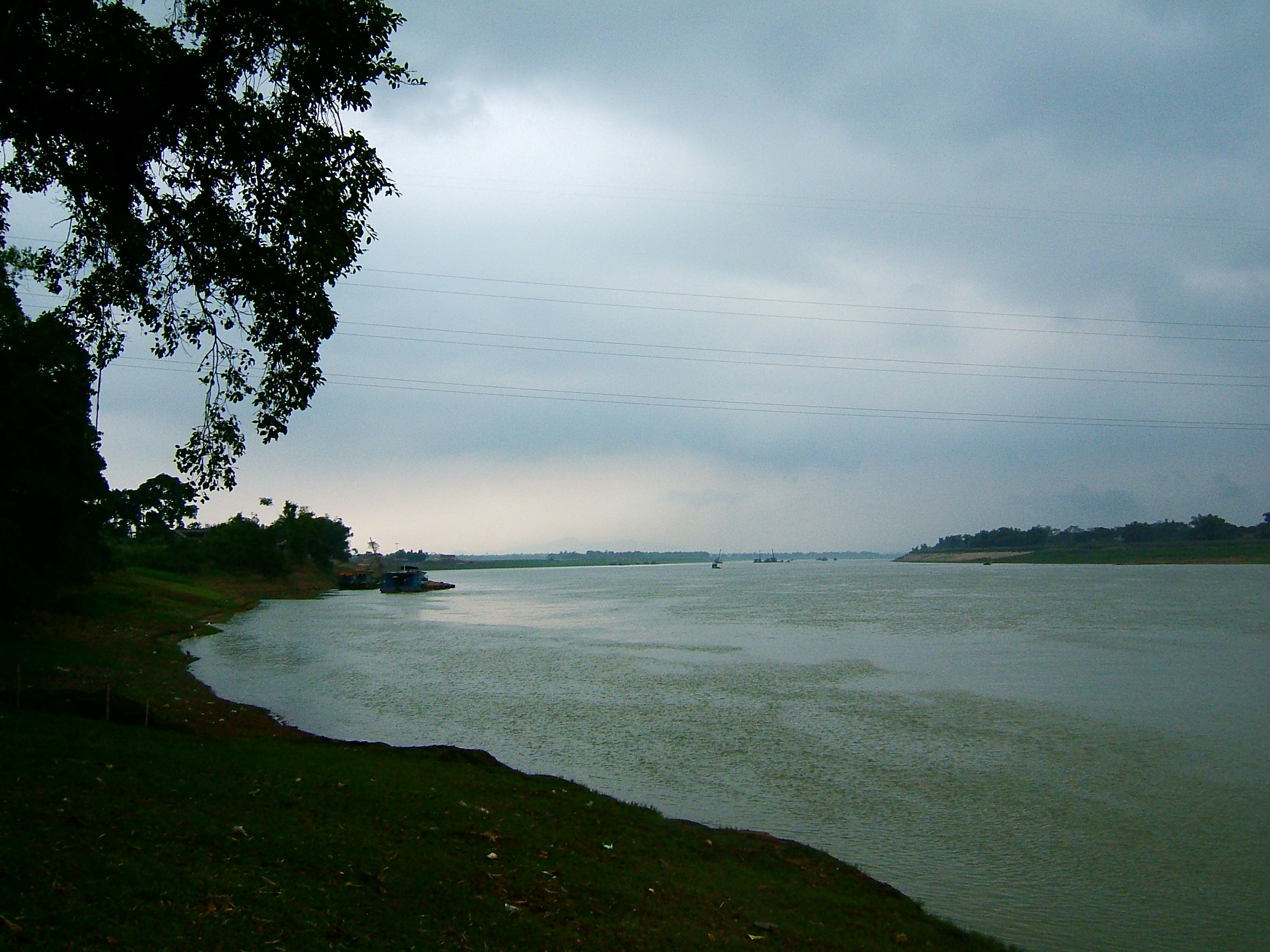
瀘江

瀘江（越南语：／），又名清江，是越南北部的一條河流，為紅河左岸最大支流。幹流上游位於中國雲南省，稱為盤龍江，進入越南國境後，流經河江省、宣光省、富壽省，在端雄縣納支流沚江後，於越池市匯入紅河。河長470公里，流域面積39,000平方公里。